# Suge Knight
Marion (Suge) Knight (Compton (Californië), 19 april 1965) is een Amerikaanse muziekproducent. Hij is de oprichter van het beroemde hiphop-platenlabel Death Row Records, dat hij in 1991 had opgericht samen met Dr. Dre. Death Row Records heeft in het verleden meer dan 50 miljoen platen verkocht en was een van de bekendste rap/hiphop-platenlabels. Er gaan geruchten dat Suge Knight lid is van een bekende bende uit Los Angeles, een Bloodsbende genaamd de Mob Piru.

## Death Row Records
Dr. Dre wilde zowel de groep N.W.A als hun label Ruthless Records verlaten, dat gerund werd door Eazy-E, een ander lid van N.W.A. Suge Knight onderhandelde met N.W.A's manager Jerry Heller om het contract van Dre te laten ontbinden, vermoedelijk op gewelddadige wijze. In 1991 richtte Dre uiteindelijk Death Row Records op samen met Knight.
Death Row Records heeft meer dan 50 miljoen platen verkocht en was een van de bekendste rap/hiphop-platenlabels. Het label had veel bekende rappers van de Amerikaanse westkust onder contract, onder wie Dr. Dre, 2Pac, Snoop Dogg, MC Hammer, Nate Dogg en Tha Dogg Pound. Death Row Records domineerde de rapwereld na Dr. Dre's doorbraakalbum The Chronic in 1992.
Op 7 september 1996 werd 2Pac in Las Vegas neergeschoten in de auto naast Suge Knight. Suge Knight beweerde één keer in zijn hoofd te zijn geraakt, maar werd alleen geschampt door een stuk glas. Hij overleefde de aanslag. 2Pac overleefde de aanslag niet en overleed uiteindelijk 6 dagen na de schietpartij. Vóór de schietpartij waren Suge Knight en Tupac betrokken geweest bij een mishandeling. Zij kwamen waarschijnlijk Orlando Anderson tegen, een South Side Compton Crip. De bittere vijand van Suge Knights Mob Piru. Voor deze mishandeling kreeg Suge Knight een gevangenisstraf van 9 jaar. De aanslag op Tupac en Suge Knight is nooit opgelost.
Death Row was het toonaangevende hiphop-label, maar na het verlies van 2Pac begon het achteruit te gaan. Veel artiesten gingen weg bij het label, omdat het steeds meer geassocieerd werd met geweld. Het ging slechter en slechter met Death Row Records en uiteindelijk, in 2006, werd het label officieel failliet verklaard. Dat kwam doordat de vrouw van "Harry O", de "financiële hulp" van Death Row, het label aanklaagde voor 100 miljoen.

## De relatie met Dr. Dre
Na jarenlang te hebben samengewerkt, verliet Dr. Dre het label wegens een conflict dat uitliep op gewelddadig gedrag. Dr. Dre en Knight hebben sindsdien een grote hekel aan elkaar. De man die Dr. Dre aanviel tijdens de Vibe Awards in 2004, bleek in opdracht van Suge Knight te hebben gehandeld. De aanval mislukte omdat de rapper Young Buck de aanvaller op tijd zag, en deze neerstak met een vork.
Suge Knight werd op zijn beurt ook beschoten. Tijdens een afterparty in Miami, georganiseerd door Kanye West, kreeg hij een kogel in zijn been. De daders zijn tot nu toe onbekend.
Op 10 mei 2008 werd Suge Knight tijdens een ruzie buiten westen geslagen. Een nog onbekende man sloeg hem van achteren op het hoofd. Het zou om een geldkwestie gaan, maar dat werd niet bevestigd, omdat Suge Knight niet mee wilde werken met de politie.

## Rechtszaak
Knight reed eind januari 2015 na een vechtpartij op een parkeerplaats van een hamburgerrestaurant twee mensen aan met zijn pick-uptruck, van wie er een als gevolg daarvan overleed, en pleegde daarna een vluchtmisdrijf. In eerste instantie ontkende Knight de beschuldiging, hij pleitte onschuldig te zijn en verklaarde dat hij werd aangevallen door de twee mannen.
In 2018 werd bekend dat Knight zich niet langer verzette tegen de beschuldiging van doodslag (wat neerkomt op een bekentenis). Knight werd in oktober 2018 veroordeeld tot 28 jaar cel voor doodslag.